# Gelasma hemitheoides
Gelasma hemitheoides là một loài bướm đêm trong họ Geometridae.